# Tinta

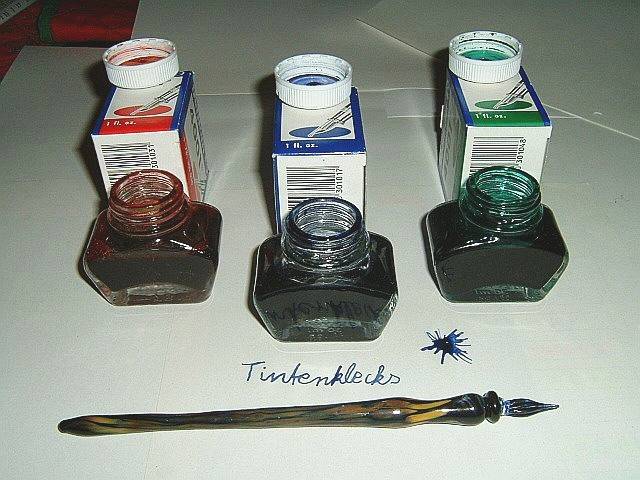
Tres tinteros y una pluma.

La tinta es un líquido que contiene varios pigmentos o colorantes utilizados para colorear una superficie con el fin de crear imágenes o textos. Comúnmente se considera que la tinta se utiliza en bolígrafos o con pinceles; sin embargo, es utilizada ampliamente en toda clase de impresiones.

## Historia
Muchas culturas antiguas de todo el mundo han descubierto y formulado de forma independiente tintas para escribir y dibujar. El conocimiento de las tintas, sus recetas y las técnicas para su producción proviene del análisis arqueológico o del propio texto escrito. Se cree que las primeras tintas de todas las civilizaciones se hicieron con negro de humo, una especie de hollín, ya que esto se podría recoger fácilmente como un subproducto del fuego.
La tinta se usaba en el Antiguo Egipto para escribir y dibujar sobre papiros desde el siglo XXVI a. C. Las tintas chinas pueden remontarse hasta tres o tal vez cuatro milenios al período neolítico chino. Estos utilizaron tintas vegetales, animales y minerales basadas en materiales como el grafito que se molieron con agua y se aplicaron con pinceles de tinta. La evidencia directa de las primeras tintas chinas, similares a las modernas barras de tinta, es alrededor del 256 a. C., al final del período de los Estados Combatientes y se produce a partir de hollín y pegamento animal. Las mejores tintas para dibujar o pintar sobre papel o seda se producen a partir de la resina de pino y deben tener entre 50 y 100 años. El lápiz de tinta chino se produce con un pegamento para peces, mientras que el pegamento japonés (膠, romanizado: Nikawa) es de vaca o ciervo.
La tinta India se inventó por primera vez en China, aunque los materiales a menudo se comercializaban desde la India, de ahí su nombre. El método tradicional chino de hacer la tinta era moler una mezcla de pegamento de piel, negro de humo y pigmento de hueso negro y luego verterlo en un plato de cerámica donde podría secarse. Para usar la mezcla seca, se aplicaría un pincel húmedo hasta que se volviera a licuar. La fabricación de tinta India fue bien establecida por la dinastía Cao Wei (220-265). La práctica de escribir con tinta y una aguja puntiaguda era común a principios del sur de la India. Varios sutras budistas y jainistas en la India fueron compilados en tinta.
Los emperadores del Imperio Romano Oriental o Bizantino firmaban sus edictos con una tinta purpúrea muy costosa (sacrum encaustum) hecha con una secreción de la glándula hipobranquial del murex, un género de molusco gasterópodo que producía la púrpura de Tiro. El emperador León prohibió el uso de ésta a cualquier persona que no fuera miembro de la realeza. En el antiguo Imperio Romano este pigmento se usaba exclusivamente para teñir el borde de la toga de los senadores y las capas de los generales. 
Se escribían también algunos libros con letras de oro o plata, tales como la Biblia judía, traducida al griego por los 72 intérpretes y copiada en pergamino con letras de oro que Eleazar, príncipe de los sacerdotes judíos, envió al faraón Tolomeo II Filadelfo para su Biblioteca de Alejandría, ejemplar que demuestra la antigüedad de esta costumbre. En el Imperio de Oriente estuvo tan admitida la práctica de escribir en oro que la historia de Constantino hace mención del oficio de crisographos o escritores de letras de oro. 
La costumbre antigua vulgar (Roma, Edad Media), según Plinio el Viejo (Historia Natural, XXXV 6), era usar una tinta negra con base de hollín (recogido con un cuenco de arcilla sobre el fuego de una chimenea), resina y heces de vino o tinta de sepia mezclados con goma. Más tarde se emplearon otros ingredientes, como la agalla de la encina (una especie de tumor vegetal provocado por insectos) o el sulfato de hierro diluidos en vitriolo, vinagre o incluso cerveza, con lo que la tinta negra tomó otros tonos y matices de color además del negro. La tinta roja, a base de minium, o terra rubrica (de ruber, ‘rojo’, era el bermellón, es decir, cinabrio reducido a polvo), se usaba en las rubricae o letras iniciales y para todo lo que se quería resaltar. De esta tinta roja, llamada indistintamente milton, minium, cinabrio o sinopsis, se servían para las letras mayúsculas, los títulos y los resúmenes o sinopsis de los capítulos de las leyes, compuestos para facilitar su memoria e inteligencia, de cuyo color rojo rubro tal vez vino el llamarse rúbricas los títulos de las leyes, las rúbricas eclesiásticas y hasta el derecho supremo o de soberanía como el que procedía de las Leyes de las Doce Tablas en el derecho civil o romano a la manera que el Album Praetoris y demás tribunales inferiores lo tomaron del Albo. Los nombres de los emperadores estaban escritos en rojo en los estandartes.

## Tipos de tinta
Las variedades más antiguas de tinta que se conocen incluyen a la tinta china, varios colorantes hechos a partir de metales, la cáscara o cobertura de diferentes semillas y animales marinos como el calamar o el pulpo. La tinta china es negra y originaria de Asia. La nogalina fue utilizada por muchos artistas antiguos para obtener coloración marrón-dorado utilizada en sus dibujos.
Las tintas pigmentadas contienen otros componentes como los barnices para asegurar la adhesión del pigmento a la superficie y prevenir que sea removida por efecto de abrasión mecánica. Estos materiales son generalmente resinas (en tintas solventes) o aglutinantes (en tintas al agua).
Las tintas pigmentadas tienen la ventaja de que cuando se emplean sobre papel, permanecen sobre la superficie aplicada, característica deseable, porque cuanta más cantidad de tinta queda sobre el papel se necesita menos cantidad para obtener la misma intensidad de color. Son las usadas en el proceso llamado Giclée. 
Los colorantes, sin embargo, son generalmente mucho más fuertes y pueden producir más color de una densidad dada por unidad de masa porque el tamaño de partícula es menor que el de un pigmento. Sin embargo, debido a que los colorantes son disueltos en una base líquida, tienden a ser absorbidos por el papel haciendo a la tinta menos eficiente y permitiendo que se corra de su lugar produciendo un efecto sucio y de escasa calidad en la impresión; pero poseen mayor transparencia que los pigmentos y, por tanto, en caso de requerir menor opacidad estos son los idóneos.
Para solucionar este problema, las basadas en colorantes son fabricadas con solventes como el tolueno (metilbenceno) y xilenos (dimetilbenceno) que hacen su secado mucho más rápido, porque el punto de ebullición de estos solventes es menor o se usan con métodos de impresión de secado rápido (soplado con aire cálido sobre la impresión fresca, por ejemplo). Otros métodos, particularmente aconsejables para tintas que no son utilizadas en aplicaciones industriales por su alta toxicidad, como las empleadas en impresiones a chorro, incluyen el recubrimiento del papel con una capa cargada. Si el colorante tiene la carga contraria, entonces es atraído y retenido por esta capa, mientras que el solvente es absorbido por el papel.
Una ventaja adicional de los sistemas basados en la tinta con colorantes es que las moléculas de los colorantes interactúan químicamente con los otros componentes de la tinta. Esto significa que ellos pueden beneficiarse más que la tinta pigmentada de aclaradores ópticos y de resaltadores de color para incrementar la intensidad y apariencia de los colorantes. A causa de que los colorantes adquieren su color a partir de la interacción de electrones en sus moléculas, la manera en que los electrones se puedan mover es determinada por la carga y rango de la dislocación del electrón con los otros ingredientes de la tinta. El color surge de en función de la energía de la luz que recae sobre el colorante.
Una desventaja de los métodos basados en tinta coloreada es la mayor susceptibilidad al desvanecimiento, especialmente cuando se expone a rayos ultravioletas como los emitidos por la luz solar.

## Tinta en impresoras
En las impresoras de inyección la tinta va incluida en un cartucho. Se usa un cartucho para el negro. Los demás colores se forman mezclando en diferentes proporciones magenta, amarillo o cian. A veces se utilizan más de 3 colores + negro para mejorar la calidad de las impresiones fotográficas, normalmente 5 o 6 más el negro. Las impresoras usadas principalmente en arte y el sector gráfico, donde se necesita mucha estabilidad con el tiempo y gran precisión, utilizan hasta 12 cartuchos. En estas máquinas se incluyen tintas claras y colores secundarios como naranja, violeta, verde, rojo o azul.
En las impresoras matriciales se usa una cinta impregnada en tinta como las máquinas de escribir y en las láser se usa el tóner.
Aparte de tintas para cada color se usan también tintas fluorescentes invisibles que solo se ven a la luz ultravioleta. También tinta o tóner magnético para procesado automático, tinta con efecto papel carbón, incluso se están desarrollando tintas borrables.
El coste de la tinta en las impresoras es elevado cuando se considera la cantidad recibida de tinta en los cartuchos. Un solo litro de tinta para impresión puede costar entre 1,800 y 2,000 dólares (USD). Si el combustible para los automóviles fuera la tinta, repostar un depósito para recorrer 500 kilómetros costaría 80,000 dólares.

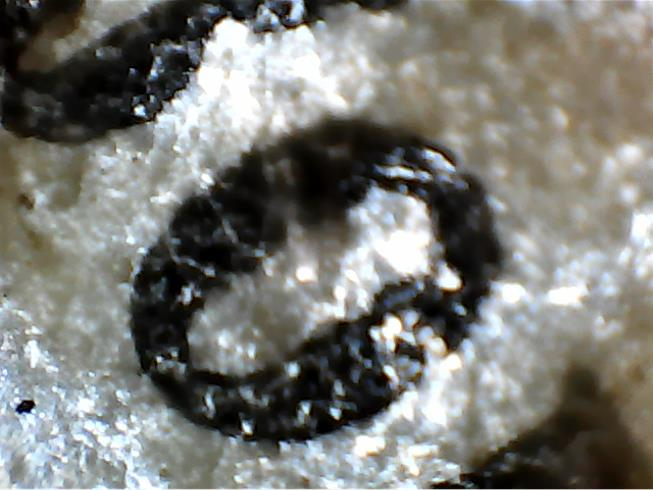
Papel con una letra "O".

## Tintas de colores
El color de una tinta depende del tipo de tinte utilizado. En las tintas modernas, puede utilizarse prácticamente cualquier colorante soluble o insoluble en cuanto se disponga de un disolvente o aglutinante adecuado. Mientras que los pigmentos tienen un color inherente característico, el color de una solución. tinte o un complejo puede depender del disolvente utilizado. Como resultado, la tinta puede tener un color diferente al de la escritura seca.
- Para escribir, se suelen utilizar colorantes azules trifenilmetano por su buena solubilidad en agua. (a menudo derivados del resorcinol) como el Azul Helvetia o el azul agua. Los tintes pueden destruirse con un matatintas para que las letras se vuelvan invisibles.
- Para las tintas rojas, puede utilizarse el colorante Eosina.
- Se obtiene un colorante azul mediante índigo carmín ácido.
- Las tintas blancas con buena cobertura contienen los mismos pigmentos que el blanco opaco.
- Los colorantes fluorescentes utilizados en los resaltadores suelen derivar de la fluoresceína.
- Los colorantes pigmentarios, preferentemente negro de humo coloreado, se utilizan para las tintas negras que se supone tienen una buena opacidad.

Las tintas para chorro de tinta suelen contener colorantes seleccionados, bajos en sal y, en su mayoría, resistentes a la luz. Para la tinta negra, los principales fabricantes de impresoras de chorro de tinta suelen utilizar el pigmento CI Negro 7 (negro de carbón) en lugar de un colorante. Tiene una excelente solidez a la luz, resistencia al agua y profundidad de color. Otros colorantes utilizados son Azul directo 199, Amarillo ácido 9, Rojo reactivo 180, Rojo ácido 52 o Negro directo 19. Varios tintes comerciales se comercializan con estas indicaciones de color de una lista internacional de tintes según la nomenclatura del Colour Index.

## Tinta indeleble

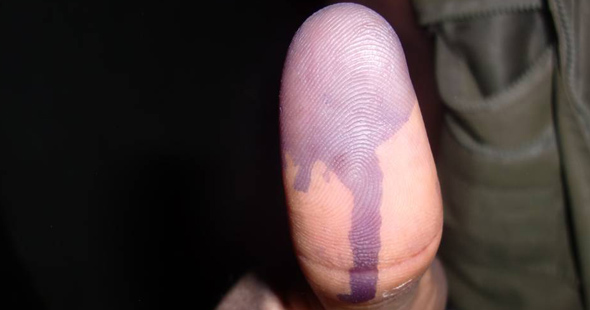
El pulgar de un votante manchado de tinta indeleble

Indeleble significa "inamovible". Algunos tipos de tinta indeleble tienen una vida útil muy corta debido a la rápida evaporación de los disolventes utilizados. India, México, Indonesia, Malasia y otros países en desarrollo han utilizado tinta indeleble en forma de mancha electoral para evitar el fraude electoral. La tinta electoral basada en nitrato de plata se aplicó por primera vez en las elecciones generales indias de 1962, tras ser desarrollada en el Laboratorio Nacional de Física de la India.
La comisión electoral de la India ha utilizado tinta indeleble en muchas elecciones. Indonesia la utilizó en sus últimas elecciones en Aceh. En Mali, la tinta se aplica en la uña. La tinta indeleble en sí no es infalible, ya que puede utilizarse para cometer fraude electoral marcando a los miembros del partido contrario antes de que tengan la oportunidad de emitir su voto. También se ha informado de casos de tinta "indeleble" que se lava de los dedos de los votantes en Afganistán.

## Aspectos sanitarios y medioambientales
Existe la idea errónea de que la tinta no es tóxica aunque se ingiera. Una vez ingerida, la tinta puede ser peligrosa para la salud. Ciertas tintas, como las utilizadas en las impresoras digitales, e incluso las que se encuentran en un bolígrafo común pueden ser perjudiciales. Aunque la tinta no causa fácilmente la muerte, el contacto repetido con la piel o la ingestión pueden provocar efectos como fuertes dolores de cabeza, irritación cutánea o daños en el sistema nervioso. Estos efectos pueden estar causados por los disolventes o por los ingredientes pigmentarios como la p-anisidina, que ayuda a crear el color y el brillo de algunas tintas.
Los tres principales problemas medioambientales de la tinta son:
- Presencia de metales pesados
- presencia de aceites no renovables
- presencia de compuestos orgánicos volátiles

Algunos organismos reguladores han establecido normas sobre la cantidad de metales pesados en la tinta. En los últimos años se ha observado una tendencia a utilizar aceites vegetales en lugar de aceites derivados del petróleo, en respuesta a la demanda de mejores resultados en materia de sostenibilidad medioambiental.
La tinta consume aceites y metales no renovables, lo que tiene un impacto negativo en el medio ambiente.

## Expresiones relacionadas
- Medias tintas. Hechos, dichos o juicios vagos y nada resueltos dictados con cautela y recelo.
- Mi página en blanco y yo tú tinta, para escribir nuestra nueva historia.
- Saber algo de buena tinta. Estar bien informado de algo.